# Happy Hour Party!
『Happy Our Party!』（ハッピー・アワー・パーティー!）は、2015年4月1日よりJFN系列の一部の放送局で放送されているジャパンエフエムネットワーク（JFNC）制作のラジオ番組。放送時間は毎週月曜 - 木曜 16:00 - 16:45で、ネット局毎の放送時間は後述を参照。
2022年3月31日までの放送タイトルは『Happy Hour Party!』で読みは同じ。

## 概要
本番組は俳優の杉崎真宏がラジオパーソナリティを務めるバラエティ番組で、公式サイトでは「列島各地のお楽しみから、その夜のエンターテイメントをリスナーに届けるプログラム。」、「ドコデモFM」・「LISMO WAVE」などの番組紹介では「そりすぎマッチョラジオプログラム」または「夕方からのエナジー・チャージ・プログラム」と紹介されている。
JFNCが制作する16時台単独の番組は2009年の『AZ TIME MUSIC』終了以降、13:30スタートの『flowers』（2013年3月まで）→『face』（本番組スタートに伴い2015年4月から15:55までに短縮、2016年3月終了）に統一されていたため、新規の番組立ち上げは事実上6年ぶりとなる。
本番組は『AZ TIME MUSIC』までとは異なり、放送終了時間が16:45に設定されている。これは前述の『flowers』が放送されていた2010年1月に16:45 - 16:55の間に『あぐりずむ』を放送するために飛び降りる局が多かった事を考慮し、放送時間が10分短縮された際の状況が引き継がれている為であるが、2016年4月現在、本番組のネット局で『あぐりずむ』を16:45から放送しているのはFM福井・FM OKAYAMAの2局のみである。
放送回数は2015年9月22日放送分で100回目、2016年3月16日放送分で200回目をそれぞれ迎え、杉崎がリスナーに感謝の弁を述べた。又、前者に関連して初の公開生放送が実施された（詳細は後述）。
2020年1月20日に通算放送1,000回を迎えた。
2022年4月4日放送分から、『Happy Hour Party!』から読みはそのままに『Happy Our Party!』へ改題し、内容をリニューアル。「みんなの幸せなパーティー」をキーワード、「一日頑張ったリスナーへ贈るご褒美レディオ」をコンセプトとする。

## パーソナリティ
- 杉崎真宏 - 自称「ラジオをレディオと呼ぶ男[注釈 1]」と名乗る通り、本番組ではラジオを「レディオ」と発音している[注釈 2]。愛称兼自身の一人称は「スギシャマ[注釈 3][2]」。他にも一人称は「私（わたくし、わたし）」或いは「俺」であり「僕」と言う機会は稀である。

- 2020年2月10日〜13日の間、杉崎が番組開始以来初の休暇のため、下記の3名が日替わりで代理を務めた[3]。
  - 10日(月)、13日(木) - 藤原倫己
  - 11日(火) - 杉枝真結
  - 12日(水) - 麻生夏子

- また、『Happy Our Party!』へタイトル変更された2022年4月以降は番組内で「バイトさん」と呼称する日替わりパートナーとの2人DJで放送される。さらに、2023年10月以降は、日替わりパートナー（通称：バイトリーダー）を曜日毎に固定し、杉崎とのツーマン体制で進行する事となった。但し、各曜日毎のバイトリーダーのいずれかがスケジュール等の都合で出演不可能な場合は、かつて本番組に「バイトさん」として出演経験のあったタレントが代理で出演する事になり、その場合は本番組のエンディングならびに後述の番組公式X（旧：Twitter）アカウント等であらかじめ告知する。
- ちなみに、2024年4月現在の各曜日のバイトリーダーは以下の通り。
  - 月曜日：仁藤妃南乃[注釈 4]（女優の卵）
  - 火曜日：きのこちゃん（ものまね芸人）
  - 水曜日：佐野仁美[注釈 5]（シンガーソングライター）
  - 木曜日：まーな（ものまね芸人）[注釈 6]
- 2022年12月26日～29日の間、杉崎の新型コロナウイルス感染症に伴う体調不良のため杉枝が代理を担当した[4][5]。

## タイムテーブル
2023年10月現在のもの。
特別企画などで時刻・コーナーが多少前後・休止される場合がある（ただし、コーナーネットの関係上「はぴねすくらぶレディオショッピング」のみ時刻が固定される）。
- 16:00 - オープニング・メッセージテーマ発表
- 16:02 - 気になる曲
- 16:07 - Happy Topics / JFNからのお知らせ / メッセージ紹介
- 16:10 - はぴねすくらぶレディオショッピング [秋田・福島・山口・徳島・富山は本コーナーのみネット]
- 16:19 - 気になる曲
- 16:22 - メッセージ紹介
- 16:24 - 気になる曲
- 16:26 - ローカル枠（差し替えを行ってない局はフィラーのみ）

[青森・石川・InterFM897・岩手、飛び降り]
- 16:30 - 日替わりコーナー

- 16:36 - 気になる曲

[岐阜、三重飛び降り]
- 16:40 - メッセージ紹介・エンディング

## コーナー

### レギュラーコーナー
※オープニング及びエンディングは便宜上、この項にて記載する。
- オープニング・メッセージテーマ発表
オープニングにて杉崎の日常で起こった出来事（出だしは「あのさぁ」で始まる）についてのトークをした後、杉崎と日替わりバイトリーダーの紹介[注釈 7]に続いて、当日のメッセージテーマを発表する。
基本的に日替わりだが、「夏の川柳」（後述）など不定期で特別企画が行われる場合は4日間丸々関連性の高い[注釈 8]メッセージテーマになる。
- 気になる曲
メッセージテーマに関連性のある曲や新曲がコーナーの合間に4～5曲オンエアされ、オンエアリストは放送後、公式サイトに記載される。
- メッセージ紹介
他のコーナーの合間に番組に送られたメッセージが紹介され、放送中に書き込まれたツイートや「JFN PARK」（後述）内のトークルームから採り上げられる事もある。不定期に番組エンディングで「今日のベストメッセージ」（「ベスト・オブ・○○（メッセージテーマ）」）が発表される場合があり、選ばれたリスナー1名にプレゼント[注釈 9]が贈られる。このパート以降は干支にちなんだ番組独自の挨拶が交わされる[6]
- Happy Topics
その日のメッセージテーマに合わせて本番組が気になった話題を厳選して紹介するが、JFNからのお知らせを放送する場合は休止される。
- JFNからのお知らせ
大規模災害発生時の「JFNヒューマンコンシャス募金」や「JFN学生ラジオCMコンテスト 201X」など、JFNのキャンペーンが告知される場合のみHappy Topicsの代わりに放送される。
- はぴねすくらぶレディオ[注釈 10]ショッピング
はぴねすくらぶ提供のラジオショッピング。本コーナー枠のみのネット局[注釈 11]（後述）向けに冒頭、杉崎が改めて自己紹介する。
事前収録の「JFNラジオショッピング」とは異なり、『デイリーフライヤー』の「ジャパネットたかたラジオショッピング」と同様、杉崎が担当者と生で電話を繋げて商品を紹介する形式となっている。はぴねすくらぶ社員[注釈 12]が日替わりで担当しており、杉崎が呼びかける時にそれぞれ専用の決まり文句[注釈 13]が存在する。
- エンディング
メッセージを何通か紹介した後、「本日のベストメッセージ」が発表される。
最後に翌日（木曜日は翌週月曜日）のメッセージテーマを予告後、「それでは、わたくし杉崎真宏とは明日の（火～木）曜日（来週月曜日）、夕方4時にお耳にかかりましょう！ では皆さんご一緒に！『Happy!（ここまでは杉崎）Our Party!（この部分のみ杉崎と日替わりバイトリーダー）[注釈 14]」のコールで番組を締める。

### 日替わりコーナー
2016年4月現在、放送中のもの。全曜日週替わりである。

- おすぎシャマのカマってイブニング（月）
2015年5月11日[7] - 。「かわいそうな悩める子羊」（リスナー）からの恋愛に関するお悩みを、自称・恋愛の達人である「おすぎシャマ[注釈 16][8]」（杉崎）が独特の口調・アドバイスで解決へと導いてくれ、番組ステッカーもプレゼントされる。
おすぎシャマは基本的に恋愛相談専門だが、稀に人生相談も受け付ける場合がある（後述）。
- ザキスギ画伯からの挑戦状（月）
2016年2月1日[9] - 。かつて新たな画法でムーブメントを起こし、画法を極めた為に隠居中の「ザキスギ画伯」（杉崎）が画法を後世に伝授するという体で絵描き歌を書き方を見ずに歌詞のみでお題の絵が描けるのか[注釈 17]チャレンジするコーナー。二代目助手の「ひづめっぴ」（AD樋爪[注釈 18]）が歌詞を「何とも言えないメロディー」で歌い、ザキスギ画伯はツッコミつつ参考にしながら絵を描いていき、つめっぴが正解を発表する。リスナーも事前に公式サイトで発表される歌詞を参考にしながらチャレンジする事が可能で、描いた絵は写真とハッシュタグを添付してツイートもしくは「JFN PARK」内のトークルームへ投稿するが、ザキスギ画伯に挑戦したい場合は歌詞と絵の描き方を写真で添付する必要がある。
「ベスト・オブ・絵描き歌」に選ばれたリスナー1名には杉崎のサイン入り番組ステッカーがプレゼントされる。
- 平然寺の平然和尚（シーズン2）（月）
2016年4月25日[10] - 。同年3月28日放送分で一旦終了した本コーナーが再開され、「ツメ丸」（AD樋爪）が二代目小坊主として登場した。全体の流れはシーズン1（下記参照）と同様だが、和尚を動揺させる為のお題がスタイリッシュエロワード[注釈 19]に固定された。
- 「オノマトペの湯」（火）
『女将（おかみ）さーん、じつっかん（実感）ですよーー！』と叫び声からスタートする。『皆さん、舞台は、古きよき銭湯のオノ湯があるそうな』、オノマト子が登場する。オノマト子さんに癒されてほしいことをリスナーで募集。オノマト子から『オノマトペ』で癒す。（その前に、あーら、いつもありがとね。「ラビットファーム」ちゃんに質問。「自由」ちゃんからの質問。「コリチャム」ちゃんに質問など、質問する。）
- ユーロでHAPPY（火）
2015年8月18日[11] - 。「HAPPY杉崎」（杉崎）が、リスナー[注釈 20]から寄せられたHAPPYなメッセージをユーロビートをバックに「♪それそれそれそれ（ネットエリア名）～」や、「♪ふわふわふわふわ（ネットエリア名）～」といったフレーズを織り交ぜつつ、よりHAPPYになる様に盛り上げてくれる。
HAPPY杉崎はかなりの大声かつハイテンションで進行する為、直後に息が上がってしまったり反動で小声になってしまう事がある。
- ありもの[注釈 21]（火）
2015年9月15日[12] - 。過去に船乗りだった事以外は一切謎に包まれている男「山嵐 五十六」（杉崎）が、誰かに電話を掛けるもいつもすぐに切られてしまうという小芝居を挟みつつ、ありものを活用したレシピを紹介する。リスナーからレシピを募集する事もある。
- 「なんで？」（火）
2015年12月8日 - 。杉崎がある出来事に感じた疑問を語尾に「なんで？」を付けてひたすら連呼するコーナー。
初回は事前予告なしで唐突に始まり、唐突に終了したので困惑したリスナーが多かったが、2015年12月22日放送分[13]で新コーナーである事が判明した。
- いいよねおじさん（火）
2016年2月9日[14] - 。不況・格差により、人々のいがみあいが絶えない殺伐とした時代[注釈 22]に終止符を打つべく登場した「いいよねおじさん」（杉崎）が、毎回のお題に対するリスナーからのメッセージ[注釈 23]を紹介していくコーナー。
締めの決まり文句は「森羅万象、何もかもが実は皆親戚、全てのものにいいよねを贈りましょう。いいよねって、いいよね～」。
- これ、なんの音？（火）
2016年4月5日[15] - 。音を聴き分ける「レディオ耳」を鍛えるべく、日夜リスニングに励む杉崎が「これ、なんの音？」試験（全3問）をどこかの会場で受験するという設定で、オンエアされる様々な音[注釈 24]をリスニングして何の音なのかを当てるクイズコーナー。杉崎が難しいと感じた場合は、何回も聴き直したりD野村にヒントを求める事がある。リスナーはツイートや「JFN PARK」内のトークルームに各自で予想した答えを書き込めるが、「タイトルの言えない演奏会」（後述）と同様、聴取環境によっては事実上参加できない可能性がある。
コーナー開始時に流れる曲は「スタートレックのテーマ（Theme From Star Trek）[注釈 25]」（メイナード・ファーガソン）。
- ささやき山脈！（仮）[注釈 26]（火）
2016年4月12日[16] - 。山頂で叫ぶかわりにささやくと言われる「ささやき山脈」に誰かがささやきに来たという設定で、杉崎にささやいてほしいフレーズをリスナーから募集するコーナー。
コーナー開始時に流れる曲は『アルプスの少女ハイジ』のオープニングテーマである「おしえて」（伊集加代子＆ネリー・シュワルツ）。
- とんちんかんちんスギ休さん（水）
なぞなぞ・とんち、が得意の男子高校生のスギ休さんが、リスナーに対して挑戦状を受ける。リスナーから、スギ休さんに挑戦状の問題・答えを募集して、不正解する「なぞなぞ・とんち」を募集する。スギ休が、不正解だとステッカーをプレゼント。

※（問題は、「分かりやすさ・難しさより」より、『ひねりのあるなぞなぞ・とんちの対する答えのある問題』が不正解になりやすい。）
リスナーは、スギ休が「なぞなぞ・とんち」の問題が、正解だと、自慢して鼻を高くするが、不正解だとステッカーをプレゼント。
なお、不正解になると、スギ休さんが、驚愕して回答を読んで、スギ休が興奮し震えて問題に対して罵倒する発言が飛び込む。（「落ち着け、スギ休」と自分の精神を整える言葉を言う。）コーナーの最後に、リスナーに対して、不正解の問題はあったものの、「スギ休に答えられない問題なんて、無いけどね」と自慢する。
- 杉崎チャレンジ！（水）
2015年4月15日[17] - 。杉崎に関する三択クイズ→杉崎自身がお題にチャレンジ→リスナーとの電話ジャンケンを経て、現在はメッセージテーマにちなんだ話題から出題される三択[注釈 27]クイズが行われている。
- 黒ペン杉崎先生（水）
2015年7月22日[18] - 。事前に用意されたリスナーの自己紹介を聴いた「黒ペン杉崎先生」（杉崎）が人生をHappy Hourにするべく、自己紹介の内容に関連した新しいラジオネームをプレゼント[注釈 28]してくれる。
- 80年代～90年代イントロ・ドン（水）
2015年9月2日[19] - 。80～90年代の懐メロイントロクイズで杉崎とリスナーが生電話で対決[注釈 29]し、全3問中先に2勝した方が勝利。リスナーが勝利すると杉崎のサイン入り原稿がプレゼントされる。
コーナー開始時に流れる曲は「ザ・ベストテンのテーマ」（服部克久）。

※水曜日の上記3コーナーはリスナーとの生電話で行われ、リスナーが事前に希望するコーナーを選択できる。

- 今日のラス曲（水）
2015年10月28日[20] - 。本コーナーでメッセージが採用されたリスナーの為に、杉崎がメッセージの内容に合った曲をオンエアしてくれる。
- タイトルの言えない演奏会（水）
2015年12月9日[21] - 。杉崎がリコーダー[注釈 30]で演奏する曲を聴き、2分間のシンキングタイム中に正解だと思う曲のタイトルを公式サイトのメールフォームから送信する（1名につき1回のみ、複数回は無効）リスナー参加型コーナー。正解者には番組ステッカーがプレゼントされるが、演奏曲によって難易度が大きく左右されるので正解者ゼロの回や、逆に正解者が多数になる回もある。コーナー初回放送時に「ドコデモFM」・「LISMO WAVE」などの遅延が発生する状況下で聴取していた為、事実上参加できなかったリスナーの一部から疑問や不満の声が挙がってしまったが、それ以降もルールの改定は行われていない。
バックで流れている曲はチープな曲調の「ダース・ベイダーのテーマ」（ジョン・ウィリアムズ）。
- 予想屋！杉崎！！（水）
2016年2月3日[22] - 。2015年10月よりTwitterに実装された「投票機能」を活用して、予想屋である杉崎が最多の選択肢（多数派）を予想するコーナー。放送前に公式アカウントからお題と選択肢[注釈 31]がツイートされるので、リスナーは選択肢の中から1つ選んで投票する。「投票機能」が使用できるのはTwitter公式サイト（アプリ）[注釈 32]のみ。投票数及び選択肢毎のパーセンテージは明らかになるが、第三者はもちろんアンケート作成者にも回答者は誰なのかわからない仕様[23]になっている為、投票したリスナーは投票理由をハッシュタグを添付してツイートする必要があり、その中から数名の投票理由が公表される。
杉崎はそれらの投票理由を参考にしながら自らの予想を発表後、即座に判定される。ちなみに初回は最少の選択肢（少数派）という惨憺たる結果に終わってしまった。
ファンファーレの後にバックで流れている曲は予想屋にちなんで「走れコウタロー」（山本コウタロー）。
- スギの細道（水）
2016年4月6日[24] - 。日本に埋もれている数多の、迷える俳句と書いて「迷句」を詠む名人であるスギ尾バショーン（杉崎）が既存の俳句から五・七・五のいずれかをアレンジした迷句をリスナーから募集し、採用分を詠みあげてくれるコーナー。スギ尾バショーンの心に響いた最優秀迷句に選ばれたリスナーには、彼が即興で考えた迷句[注釈 33]とを色紙に書いてプレゼントされる。
- 言いそう、やりそう（水）
2016年4月13日[25] - 。「○○（例：医師・看護師）が○○（例：飲み会）で言いそう、やりそう」というお題に対し、リスナーからいかにも言いそうなセリフ、やりそうな行動を募集するコーナー。杉崎は独特の発音で「言いそう～（やりそう～）」と読み上げる。
- イパネマの息子（木）
2015年10月8日[26] - 。「杉崎・カルロス・真宏」（杉崎）が本コーナーでメッセージが採用されたリスナーに向けて、イパネマ海岸から（という設定）ありがたい言葉を届けてくれる。
- 吾輩は○○[注釈 34]である（木）
2016年2月4日[27]～。「正式名称があるにもかかわらず、世間での知名度が低い物」（例：バッグ・クロージャー）や「未だに正式名称がない物」にHHP的な新しい名称を付けるコーナー。杉崎はお題の対象物が擬人化したという体で、リスナーからのアイデアに対してツッコミを入れつつコメントしていき[注釈 35]、最も優れたアイデアが新名称に決定される。
新名称が決定した時にバックで流れるのは「ハレルヤ」（ヘンデル）。
- 面義語勝ち抜きバトル！（木）
2016年4月14日[28] - 。
- スギースタイルダンジョン（木）
お題に対しての「○○派」と「●●派」に分かれて、ラップバトル対決コーナー。

相手側の、ディスりを交えた、インをふんだラップ張の文章を募集し、ラッパー杉崎（ＴＡＢＵＲＡ）が、勝利を判定し、理由を言って終わる。

#### 終了・休止したコーナー
- 平然寺の平然和尚（シーズン1）（月）
2015年6月29日[29] - 2016年3月28日。いつも噛んでしまい注意されている小坊主「青森犬[注釈 36]」（AD松島）が、何事にも動じずいつも平然としている「平然和尚」（杉崎）を動揺させる・笑わせる為にリスナーの力を借りるという体で行われる大喜利。
リスナーのメッセージに対して、平然和尚が動揺しない・笑わなかった場合は彼自身が、逆に動揺した・笑った場合は青森犬が、それぞれ「喝！」と叫びながら警策で叩く効果音が入る。
平然和尚を動揺させる・笑わせる事に成功したリスナーには青森犬のサイン入り[注釈 37]番組ステッカーがプレゼントされる。
最終日は「大人の事情」により月曜ADを卒業する事になった青森犬（松島）が、卒業検定としてリスナーから募集した早口言葉にチャレンジ。途中言えているのか怪しい箇所もあったが無事に卒業検定をクリアし、コーナー開始時からの成長ぶりを見せつけた。最後は青森犬に向けた「噛まないように精進をおこたるな」という平然和尚のお言葉でコーナーを締めくくった。
その後、同年4月25日放送分で本コーナーが再開されたが、小坊主の交代および内容が一部変更されたのでこの項では便宜上、シーズン1とする。
- マイネーム イズ 諸島（火）
2015年4月21日 - 。リスナーから擬人化してほしい無生物を募集し、採用された無生物に杉崎が台詞を付けてくれる。
- THE ご当地対決！気になるのはどっち〜！？（木）
2015年5月14日 - 。木曜のみ（当時）ネット受けする三重を含めた全6局のリスナーからご当地情報を募集し、番組後半で県同士がご当地自慢対決をする。
- リスナー各局方言対決！（木）
2015年6月4・11日。生電話に出るリスナー同士が番組で用意した3つの例文から1つを選び、それぞれ地元の方言でしゃべって対決する。
- ヘビメタ天気予報（木）
2015年6月18日のみ。公式サイト曰く「今までにない新しい天気予報」だったが、わずか1回で終了した。
- 習慣少年ポップ（木）
2015年8月20日[30] - 2016年1月21日。架空の出版社「大喜利出版社」の編集長でいつも締切に追われている「他力 本願」（杉崎）が、架空の新雑誌「習慣少年ポップ」を出版するべく看板漫画のタイトルからストーリー（お題）までを読者（リスナー）のアイデア（メッセージ）を採り入れて作るという体で行われる大喜利で、他力がアイデアを読み上げた後に一言ツッコミを入れるのがお約束。
2016年1月現在の看板漫画は「短パン伝説[注釈 38][31]」。
2015年内の打ち切りは回避したものの、新年早々の2016年1月21日放送分をもって本コーナーは一時休止[注釈 39]となった。

### 期間限定コーナー
- オリジナルメニュー開発部
2015年6月25日[32] - 7月30日[33]までのコーナー。
番組がリスナーと共に料理を考案し、商品化するという企画。1ヶ月間、料理への提案などを募集し、最後の回でその中から選ばれた4つの料理の中からどれがいいかをリスナーに投票で決め、最終的に「湘南しらす塩焼きそば柚子胡椒風味」が選ばれた。
その後、商品化した料理は同年8月から1ヶ月間限定で神奈川県鎌倉市の由比ケ浜にある「鎌倉bowls ビーチハウス店」で発売された[34]。

- オフ会議
2015年8月13日[35]のみのコーナー。
16:10からの「はぴねすくらぶレディオショッピング」が休止になった事に伴い、その枠も含めて放送された。
内容としては、2015年8月22日に「鎌倉bowls ビーチハウス店」でオリジナルメニューを杉崎・番組スタッフ共に食事をする番組オフ会（後述）で行う企画などをリスナーから募集し、その中で送られてきた企画を実施するというもの。

- 夏の川柳
2015年8月10日[36] - 8月13日[37]までのコーナー。
通常のメッセージテーマ募集に代わって、夏にちなんだ日替わりのテーマに沿った川柳を募集した。
川柳採用リスナー全員に番組ステッカーがプレゼントされ、更に各曜日毎の「ベスト・オブ・◯◯川柳」に選ばれたリスナー1名(計4名）には電動式コードレスアイスクリーマーもプレゼントされた。
最終日の2015年8月13日放送分にて、上記4名中から最優秀の「キング・オブ・川柳」リスナー1名が選ばれ、杉崎が用意した仙台のお土産がプレゼントされた。

- ラジオ体験実習「キュー振ってみませんか？」
2015年7月29日[38] - 8月31日[39]までのコーナー。
生放送中、CM明けに行う杉崎へのキュー振りをリスナーが実際に体験できる企画。
あらかじめ事前に希望者を募集した後、上記の期間中にネットエリア内外のリスナー8名が半蔵門のJFNCスタジオへそれぞれ日を分けて来場。数回に渡ってキュー振りを体験し、番組の一部にも出演した。

- 第1回！冬の選抜ネット大喜利大会
2015年12月7日 - 28日までの毎週月曜日に行われたコーナー。
三重を除くネット5局（当時）を出場校に見立て、メンバーが毎試合毎に異なる各局3名ずつの選手（リスナー）[注釈 40]がトーナメント方式の大喜利で対戦し、優勝を目指す。
実況兼解説を杉崎、ウグイス嬢をAD松島[注釈 41]が担当した。
試合は3回までで、東日本側の局が先攻（第3試合除く）。大喜利の判定はホームラン（1点）もしくは外野フライ（0点）のどちらかで、試合終了時点で得点が多い局が勝利。試合結果は以下の通り。
第1試合（12月7日[40]）山形 2-1 岐阜
第2試合（12月14日[41]）福井 1-2 岡山
第3試合（12月21日[42]）岡山 2-1 青森（杉崎曰く「ドコデモFMシード[注釈 42]」枠）
決勝戦（12月28日[43]）山形 2-1 岡山
1ヶ月間に渡る熱戦の結果、第1回大喜利大会の優勝校（局）は山形に決定した。

- 年末川柳
2015年12月28日[44] - 31日[45]までのコーナー。
前述「夏の川柳」と同様に、年末にちなんだ日替わりのテーマに沿った川柳を募集したが、今回は最優秀の「キング・オブ・川柳」が選出されなかった。

- 「WANTED」とのコラボレーション企画
2016年4月14日[46] - 。毎週木曜日に行われるコーナーで、2015年に杉崎と小林高鹿（現・小林タカ鹿[注釈 43]）で結成されたコントユニットである「WANTED[47]」が2016年も全国6都市ツアーを開催する事に先立ち、本番組と本格的[注釈 44]にコラボレーションを行うというもの。2016年4月現在は第一弾として「WANTEDの開演宣言するのは君だ！オーディション（仮）」が行われている。

## 「AuDee」
「AuDee」（旧：JFN PARK）は2016年4月1日にオープンしたJFNC公式のスマートフォンアプリで、月額料は無料で利用可能。本番組でもトークルームに書き込まれたメッセージが採り上げられたり、同年4月20日より音声コンテンツに前述した日替わりコーナーや放送終了3分後に収録された「アフターパーティー」と称した杉崎のコメントが音声コンテンツで楽しめるようになるなど、徐々に活用の場を広げている。
サービス開始から数週間の間は番組サイトと同時に更新されていたが、同年4月28日放送分をもって番組サイトでの更新は終了し、「JFN PARK」のみでの更新となり、PC版「JFN PARK」のサービスが開始するまでは事実上PC・ガラケー等の端末からは閲覧できなかった。
2020年7月27日に「JFN PARK」から「AuDee」へ名称変更、リニューアルされた。

## その他イベント・出来事など
- 初の番組オフ会
前述の2企画（「オリジナルメニュー開発部」・「オフ会議」）で決定した内容を基に、2015年8月22日に神奈川県鎌倉市由比ケ浜[注釈 48]にて初の番組オフ会が開催された。
杉崎・番組スタッフ・ネットエリア内外のリスナー12名が出席。出席者全員の自己紹介から始まり、「湘南しらす塩焼きそば柚子胡椒風味」の実食、前日に41歳を迎えたばかりの杉崎の誕生日祝い、3グループ対抗HHPカルトクイズ、海岸での集合写真撮影と大いに盛り上がった。
2015年8月27日放送分でオフ会の模様が一部オンエア[51]され、この日をもってオフ会は終了[52]した。

- 初の公開生放送
前述通り、2015年9月22日放送分で放送100回目を迎えた事を記念して、ネット局のFM OKAYAMA（クレド岡山[注釈 49]・1Fふれあい広場）から初の公開生放送を実施。
当日はメッセージテーマ募集及び「はぴねすくらぶレディオショッピング」は通常通り[注釈 50]、日替わりコーナーは月曜日の「おすぎシャマのカマってイブニング」特別版[注釈 51]を行った。初の公開生放送という事もあってネットエリア内外のリスナーを含めた「300人近い[53]」来場者が訪れ、大盛況のうちに番組は終了した。
放送終了後は杉崎の握手会イベントが行われ、会場限定「FM OKAYAMA×Happy Hour Party!コラボレーションちっさいステッカー」が来場者全員に配布された[54]。
また、杉崎は当日放送分の『TWILIGHT PAVEMENT』（FM OKAYAMA自社制作の夕方ワイド番組）にゲスト出演[55]している。
翌日の2015年9月23日放送分で、未放送部分[注釈 52]の模様が一部オンエアされた。

- 初の番組ゲスト
2015年7月27日放送分の「おすぎシャマのかまってイブニング」終了直後に、突然『NISSAN あ、安部礼司〜BEYOND THE AVERAGE』（TOKYO FM制作・JFN系37局ネット番組）の主人公・安部礼司（小林高鹿・放送当時）がアポなしで番組に乱入[注釈 53]。
安部にしばらくの間絡まれていた杉崎は、もちろん彼の乱入を事前に知らされておらず「汗が止まらないくらい（本人談）」動揺していた。結局、安部は「番組初のゲスト[56]」として出演する事になり、本番組でも「ABE-GIG」をしっかり告知。最後はリスナーからのメッセージを紹介後、締めのコールを杉崎と共に行った。
その後、2015年9月24日放送分で小林本人[注釈 54]が初のゲスト[57][58]として登場し、杉崎との息の合ったトークを披露。習慣少年ポップのコーナーでは大喜利出版社の社長役や短パン伝説の主人公・クニカズの父役をこなしながらリスナーからのメッセージを紹介した。

- ありがとう杉崎真宏
2015年9月30日[59][60]放送分のメッセージテーマが「ありがとう杉崎真宏。僕への感謝のメッセージ」で、翌月の改編期を迎える前に番組開始からの半年間の思い出をリスナーと共に振り返ろうという趣旨だったのだが、メッセージテーマや杉崎のコメント及び演出を番組終了だと認識したリスナーから疑問や惜別のメッセージ[注釈 55]ばかりが送られてくる事態になった上にTwitterのタイムライン上でもその話題で持ちきりとなった。
実際、杉崎は放送中に番組が終了するとは一言も言っておらず、翌月の改編期も無事に乗り越えて今日まで継続されている。

- ハロウィンスペシャル
2015年10月29日[61][62]放送分は、「ハロウィンスペシャル」という事で杉崎は2015年10月22日[63]放送分にて決定された白衣のコスプレ姿で登場し、アシスタントの「謎の看護師・さゆり[注釈 56]」と共に放送した。

- 初の年末特別番組
2015年12月28日の13:00 - 15:55に『Happy Hour Party!のPARTY』[64]のタイトルで初の年末特別番組が放送された。内容は「杉崎家で開催中のPARTY」という設定の下、「感謝」をテーマにゲスト[注釈 57]と共にレギュラーコーナーの拡大版を行うというものだった。本番組未ネットエリアを含む全22局[注釈 58]で放送され、次枠の本番組も一部の局で臨時ネットされた（後述）。

- カマってイブニング・スペシャル！
2016年1月18日[65]放送分のメッセージテーマが「おすぎシャマのカマってイブニング・スペシャル！」だったので、オープニング・エンディング及び「はぴねすくらぶレディオショッピング」を除いた全編に杉崎を押しのける形でおすぎシャマが登場。公式サイト曰く「濃い放送[66]」となった。
当日は通常の恋愛相談に加え人生相談も受け付け、様々なお悩みを抱える「かわいそうな子羊」達から多数のメッセージが寄せられた。ちなみに当日のTwitterのタイムライン上では、杉崎の喉に負担が掛からないかと心配するツイートが目立っていた。

## ネット局
ネット局はすべてウェブブラウザまたはスマートフォン・タブレットのアプリなどを介して「radiko」・「radiko.jpプレミアム」・「ニコニコ生放送」（「ニコニコ超会議」開催期間中のみ）で聴取・視聴可能。

### 現在
以下の情報は2024年4月現在のもの。
AFBを除く途中で飛び降りする局向けに、「ご褒美レディオ『Happy Our Party!』いかがでしたでしょうか? 今日はここでお別れです。明日も一日、頑張っていきましょう。お相手は、杉崎真宏でした。」と言う杉崎の降りコメントが終了前に挿入される（レディオキューブ FM三重の場合。HELLO FIVE・FM GIFUは終了後のフィラーに乗せて挿入）。
| 放送対象地域   | 放送局名                                     | 放送時間                  | 放送期間       | 中断                         | 備考                    |
| -------------- | -------------------------------------------- | ------------------------- | -------------- | ---------------------------- | ----------------------- |
| 福井県         | 福井エフエム放送（FM FUKUI）                 | 月曜 - 木曜 16:00 - 16:45 | 2015年4月1日 - | -                            | [ 注釈 62 ] [ 注釈 63 ] |
| 岡山県         | 岡山エフエム放送（FM OKAYAMA）               | 月曜 - 木曜 16:00 - 16:45 | 2015年4月1日 - | -                            | [ 注釈 64 ]             |
| 島根県・鳥取県 | エフエム山陰（V-air）                        | 月曜 - 木曜 16:00 - 16:45 | 2019年4月1日 - | -                            | [ 74 ] [ 注釈 64 ]      |
| 鹿児島県       | エフエム鹿児島（μFM）                        | 月曜 - 木曜 16:00 - 16:45 | 2023年4月3日 - | -                            | [ 75 ]                  |
| 大分県         | エフエム大分（Air-Radio FM88）               | 火曜 - 木曜 16:00 - 16:45 | 2020年4月1日 - | 16:25 - 16:30： 道路交通情報 | [ 注釈 65 ]             |
| 三重県         | 三重エフエム放送 （レディオキューブ FM三重） | 月曜 - 木曜 16:00 - 16:40 | 2015年5月7日 - |                              | [ 注釈 66 ] [ 注釈 67 ] |
| 岐阜県         | エフエム岐阜（FM GIFU）                      | 月曜 - 木曜 16:00 - 16:40 | 2015年4月1日 - | -                            | [ 注釈 68 ]             |
| 青森県         | エフエム青森（AFB）                          | 月曜 - 木曜 16:00 - 16:30 | 2015年4月1日 - | -                            | [ 注釈 69 ]             |
| 石川県         | エフエム石川（HELLO FIVE）                   | 月曜 - 木曜 16:00 - 16:30 | 2015年4月1日 - | -                            |                         |
| 岩手県         | エフエム岩手（FM IWATE）                     | 月曜 - 木曜 16:00 - 16:30 | 2024年4月1日 - | -                            | [ 76 ]                  |

### 「はぴねすくらぶレディオショッピング」のみネット
放送時間は各局一律で、16:10 - 16:19。
| 放送対象地域 | 放送局名                       | 放送期間        | 備考                                                                            |
| ------------ | ------------------------------ | --------------- | ------------------------------------------------------------------------------- |
| 福島県       | エフエム福島（ふくしまFM）     | 2015年4月1日 -  | 自社制作番組『RADIO GROOVE』に内包。                                            |
| 山口県       | エフエム山口（FMY）            | 2015年4月1日 -  | 自社制作番組『COZINESS』に内包。                                                |
| 徳島県       | エフエム徳島（FM TOKUSHIMA）   | 2015年4月1日 -  | 自社制作番組『T-Joint』に内包。                                                 |
| 秋田県       | エフエム秋田（AFM）            | 2016年4月4日 -  | 自社制作番組『mix』に内包。                                                     |
| 富山県       | 富山エフエム放送（FMとやま）   | 2022年10月3日 - | 単独番組として編成。 2022年9月29日までは本編もネット。                          |
| [ 注釈 73 ]  | interfm                        | 2024年4月1日 -  | 単独番組として編成。 2020年11月2日 - 2024年3月28日は本編もネット。              |
| 山形県       | エフエム山形（Rhythm Station） | 2024年4月1日 -  | 自社制作番組『WAVE4 yamagata EXCEED』に内包。 2024年3月28日までは本編もネット。 |

### 臨時
年末年始の特別編成等、自社制作番組の放送休止に伴う穴埋めとして本番組を臨時ネットした局を記載する。

#### 2015年
秋田は16:00 - 16:40、それ以外は16:00 - 16:45。
| 放送対象地域   | 放送局名                     | 12月28日（月） | 12月29日（火） | 12月30日（水） | 12月31日（木） | 備考                                                                                 |
| -------------- | ---------------------------- | -------------- | -------------- | -------------- | -------------- | ------------------------------------------------------------------------------------ |
| 秋田県         | エフエム秋田（AFM）          | ○              | ○              | ○              | ○              | 自社制作番組『mix』の放送時間短縮 （16:40以降は通常編成）に伴いネット。              |
| 広島県         | 広島エフエム放送（HFM）      | ○              | ○              | ○              | ×              | 自社制作番組『DAYS!?』の放送休止に伴い全編をネット。                                 |
| 鳥取県・島根県 | エフエム山陰（V-air）        | ○              | ○              | ○              | ○              | 自社制作番組『ガッツdaレディオ!』の放送休止に伴い全編をネット。                      |
| 山口県         | エフエム山口（FMY）          | ○              | ○              | ○              | ○              | 自社制作番組『COZINESS』の放送休止に伴い全編をネット。                               |
| 高知県         | エフエム高知（Hi-Six）       | ×              | ○              | ○              | ○              | 自社制作番組『Hi-Six Radio JAM』の放送時間短縮 （16:45以降は通常編成）に伴いネット。 |
| 徳島県         | エフエム徳島（FM TOKUSHIMA） | ×              | ×              | ○              | ○              | 自社制作番組『T-Joint』の放送休止に伴い全編をネット。                                |

#### 2016年 - 2017年
全局16:00 - 16:45。
| 放送対象地域   | 放送局名                     | 12月29日（木） | 1月2日（月） | 1月3日（火） | 備考                                                                                 |
| -------------- | ---------------------------- | -------------- | ------------ | ------------ | ------------------------------------------------------------------------------------ |
| 広島県         | 広島エフエム放送（HFM）      | ○              | ×            | ○            | 自社制作番組『DAYS!?』の放送休止に伴い全編をネット。                                 |
| 鳥取県・島根県 | エフエム山陰（V-air）        | ×              | ○            | ○            | 自社制作番組『ガッツdaレディオ!』の放送休止に伴い全編をネット。                      |
| 山口県         | エフエム山口（FMY）          | ×              | ○            | ○            | 自社制作番組『COZINESS』の放送休止に伴い全編をネット。                               |
| 高知県         | エフエム高知（Hi-Six）       | ○              | ○            | ○            | 自社制作番組『Hi-Six Radio JAM』の放送時間短縮 （16:45以降は通常編成）に伴いネット。 |
| 徳島県         | エフエム徳島（FM TOKUSHIMA） | ○              | ○            | ○            | 自社制作番組『T-Joint』の放送休止に伴い全編をネット。                                |

#### 2017年 - 2018年
全局16:00 - 16:45。
| 放送対象地域   | 放送局名                | 12月28日（木） | 1月1日（月） | 1月2日（火） | 1月3日（水） | 備考                                                            |
| -------------- | ----------------------- | -------------- | ------------ | ------------ | ------------ | --------------------------------------------------------------- |
| 広島県         | 広島エフエム放送（HFM） | ○              | ○            | ○            | ○            | 自社制作番組『DAYS!?』の放送休止に伴い全編をネット。            |
| 鳥取県・島根県 | エフエム山陰（V-air）   | ×              | ×            | ○            | ○            | 自社制作番組『ガッツdaレディオ!』の放送休止に伴い全編をネット。 |
| 山口県         | エフエム山口（FMY）     | ×              | ○            | ○            | ○            | 自社制作番組『COZINESS』の放送休止に伴い全編をネット。          |
| 高知県         | エフエム高知（Hi-Six）  | ×              | ○            | ○            | ○            | 自社制作番組『Hi-Six Radio JAM』の放送休止に伴い全編をネット。  |
| 鹿児島県       | エフエム鹿児島（μFM）   | ×              | ○            | ○            | ○            | 自社制作番組『μ's UP!』の放送休止に伴い全編をネット。           |

#### 2018年 - 2019年
山口は16:00 - 16:40、それ以外は16:00 - 16:45。
| 放送対象地域 | 放送局名                | 12月31日（月） | 1月1日（火） | 1月2日（水） | 1月3日（木） | 備考                                                           |
| ------------ | ----------------------- | -------------- | ------------ | ------------ | ------------ | -------------------------------------------------------------- |
| 山口県       | エフエム山口（FMY）     | ○              | ○            | ○            | ○            | 自社制作番組『COZINESS』の放送休止に伴い全編をネット。         |
| 広島県       | 広島エフエム放送（HFM） | ○              | ○            | ○            | ×            | 自社制作番組『DAYS!?』の放送休止に伴い全編をネット。           |
| 高知県       | エフエム高知（Hi-Six）  | ○              | ○            | ○            | ○            | 自社制作番組『Hi-Six Radio JAM』の放送休止に伴い全編をネット。 |
| 鹿児島県     | エフエム鹿児島（μFM）   | ○              | ○            | ○            | ○            | 自社制作番組『μ's UP!』の放送休止に伴い全編をネット。          |

#### 2019年 - 2020年
山口は16:00 - 16:40、それ以外は16:00 - 16:45。
| 放送対象地域 | 放送時間                     | 12月30日（月） | 12月31日（火） | 1月1日（水） | 1月2日（木） | 備考                                                                              |
| ------------ | ---------------------------- | -------------- | -------------- | ------------ | ------------ | --------------------------------------------------------------------------------- |
| 山口県       | エフエム山口（FMY）          | ○              | ○              | ○            | ○            | 自社制作番組『COZINESS』の放送休止に伴い全編をネット。                            |
| 広島県       | 広島エフエム放送（HFM）      | ○              | ○              | ○            | ○            | 自社制作番組『近藤志保のDAYS!』の放送休止に伴い全編をネット。                     |
| 高知県       | エフエム高知（Hi-Six）       | ○              | ○              | ○            | ○            | 自社制作番組『Hi-Six Radio JAM』の放送休止に伴い全編をネット。                    |
| 徳島県       | エフエム徳島（FM TOKUSHIMA） | ○              | ○              | ○            | ○            | 自社制作番組『T-Joint』の放送時間短縮 （16:45以降は通常編成）に伴い全編をネット。 |
| 鹿児島県     | エフエム鹿児島（μFM）        | ○              | ○              | ○            | ○            | 自社制作番組『μ's UP!』の放送休止に伴い全編をネット。                             |

#### 2020年
全局16:00 - 16:45。
| 放送対象地域 | 放送局名                     | 12月28日（月） | 12月29日（火） | 12月30日（水） | 12月31日（木） | 備考                                                                              |
| ------------ | ---------------------------- | -------------- | -------------- | -------------- | -------------- | --------------------------------------------------------------------------------- |
| 山口県       | エフエム山口（FMY）          | ○              | ○              | ○              | ○              | 自社制作番組『COZINESS』の放送休止に伴い全編をネット。                            |
| 高知県       | エフエム高知（Hi-Six）       | ○              | ○              | ○              | ×              | 自社制作番組『Hi-Six Radio JAM』の放送休止に伴い全編をネット。                    |
| 徳島県       | エフエム徳島（FM TOKUSHIMA） | ×              | ○              | ○              | ×              | 自社制作番組『T-Joint』の放送時間短縮 （16:45以降は通常編成）に伴い全編をネット。 |
| 鹿児島県     | エフエム鹿児島（μFM）        | ○              | ○              | ○              | ○              | 自社制作番組『μ's UP!』の放送休止に伴い全編をネット。                             |

#### 2021年 - 2022年
全局16:00 - 16:45。
| 放送対象地域 | 放送局名                     | 12月28日（火） | 12月29日（水） | 12月30日（木） | 1月3日（月） | 1月4日（火） | 1月5日（水） | 1月6日（木） | 備考                                                                              |
| ------------ | ---------------------------- | -------------- | -------------- | -------------- | ------------ | ------------ | ------------ | ------------ | --------------------------------------------------------------------------------- |
| 広島県       | 広島エフエム放送（HFM）      | ×              | ○              | ○              | ○            | ×            | ×            | ×            | 自社制作番組『江本一真のゴッジ』の放送休止に伴い全編をネット。                    |
| 山口県       | エフエム山口（FMY）          | ×              | ×              | ×              | ○            | ○            | ○            | ○            | 自社制作番組『COZINESS』の放送休止に伴い全編をネット。                            |
| 高知県       | エフエム高知（Hi-Six）       | ×              | ○              | ○              | ○            | ×            | ×            | ×            | 自社制作番組『Hi-Six Radio JAM』の放送休止に伴い全編をネット。                    |
| 徳島県       | エフエム徳島（FM TOKUSHIMA） | ×              | ○              | ○              | ○            | ×            | ×            | ×            | 自社制作番組『T-Joint』の放送時間短縮 （16:45以降は通常編成）に伴い全編をネット。 |
| 鹿児島県     | エフエム鹿児島（μFM）        | ○              | ○              | ○              | ○            | ×            | ×            | ×            | 自社制作番組『μ's UP!』の放送休止に伴い全編をネット。                             |

## 音楽
- オープニング：「ハッピー」 - C2C
- フィラー1（16:06過ぎ）：「To Unknit」 - CARLO RUSTICHELI
- フィラー2（16:22過ぎ）：「Shower」 - DRIAN
- フィラー3（16:26過ぎ）：「Where The Future's Coming From」 -  BE THE VOICE / 「Inspiration Zone」 -  belladonna(「Happy Hour Party!」時代)
- エンディング：「Walk」 - 平沢敦士[注釈 78]
- ジングル1：「Doodle Bug Rag」 - BRENDA LEE
- ジングル2：「Swing Sagarese」 - ADRIAN RASO & FANFARE CIOCARLIA